# L'impegno del cristiano nel mondo
L'impegno del cristiano nel mondo è un saggio del sacerdote cattolico e teologo svizzero Hans Urs von Balthasar con Luigi Giussani, fondatore del movimento Comunione e Liberazione, pubblicato da Jaca Book nel 1971.

## Storia editoriale
Il libro contiene la trascrizione delle lezioni tenute da von Balthasar e da Giussani nel gennaio del 1971 durante un ciclo di esercizi spirituali per gli aderenti al movimento di Comunione e Liberazione delle università di Friburgo, Berna e Zurigo.
Le lezioni si svolsero presso l'abazia benedettina di Einsiedeln e von Balthasar fu invitato a predicare gli esercizi da Angelo Scola, allora giovane sacerdote e studente di teologia a Friburgo.
L'incontro tra Giussani e von Balthasar fu tra i fattori che portarono alla creazione della rivista teologica internazionale Communio, a cui partecipò attivamente anche Joseph Ratzinger, allora docente a Ratisbona.
L'edizione originale del testo, che nella prima parte contiene le lezioni di von Balthasar e nella seconda gli interventi di Giussani, fu attribuita al solo teologo svizzero. Nel 1978 fu pubblicata dall'editore milanese Jaca Book una seconda edizione co-intestata.

## Edizioni
- Hans Urs von Balthasar, L'impegno del cristiano nel mondo, 1ª ed., Milano, Jaca Book, Strumenti per un lavoro teologico 4, giugno 1971,  p. 152, ISBN non esistente.
- Hans Urs von Balthasar, Luigi Giussani, L'impegno del cristiano nel mondo, 2ª ed., Milano, Jaca Book, Già e non ancora pocket 32, maggio 1978,  p. 176, ISBN 88-16-35032-6.
- L'impegno del cristiano nel mondo in  Luigi Giussani, Opere (1966-1992), Vol. 2, 1ª ed., Milano, Jaca Book, Già e non ancora 274, 1994,  pp. 1256, ISBN 88-16-30274-7.
- Hans Urs von Balthasar, Luigi Giussani, L'impegno del cristiano nel mondo, prefazione di Julián Carrón, nuova edizione, Milano, Jaca Book, Chiesa e mondo, settembre 2017,  p. 144, ISBN 978-88-16-30593-9.